# Чили на летних Олимпийских играх 1920
Чили принимала участие в Летних Олимпийских играх 1920 года в Антверпене (Бельгия), в третий раз за свою историю, но не завоевала ни одной медали. В составе сборной было два спортсмена, которые приняли участие в соревнованиях по лёгкой атлетике:
- бегун Хуан Баскуньян (33 место в марафоне)[1][2] он показал время 3:17:47.0,
- легкоатлет Артуро Медина[3][4]

Знаменосцем на церемонии открытия был Артуро Медина.
Лучшим результатом стало 16-е место Артуро Медины в квалификационных соревнованиях в метании копья, она набрал 43,90 очка.